# Оконск
Оконск (укр. Оконськ) — село в Маневичской поселковой общине Камень-Каширского района Волынской области Украины.
До 2020 года входило в Маневичский район.
Код КОАТУУ — 0723685301. Население по переписи 2001 года составляет 1229 человек. Почтовый индекс — 44603. Телефонный код — 3376. Занимает площадь 2,35 км².